# SGR 1900+14
SGR 1900+14 és una flamarada de raigs gamma suaus (SGR), localitzada a la constel·lació de l'Àguila aproximadament a 20.000 anys-llum.
Se suposa que és un exemple d'una estrella intensament magnètica, coneguda com a magnetar. Es creu que s'ha format després d'una explosió de supernova força recent.
El 27 d'agost de 1998 es va detectar un intens raig gamma d'aquesta estrella; poc després una nova font de ràdio va aparèixer a la regió del cel. Malgrat la gran distància a aquesta SGR, estimada en 20.000 anys llum, la ràfega va tenir grans efectes sobre l'atmosfera terrestre. Els àtoms de la ionosfera, que normalment són ionitzats per la radiació del Sol de dia i recombinats a àtoms neutres durant la nit, es van ionitzar durant la nit a nivells no molt inferiors al nivell diürn normal. El Rossi X-ray Timing Explorer (RXTE), un satèl·lit de rajos X, va rebre el senyal més fort d'aquesta ràfega en aquest moment, tot i que estava dirigit a una altra part del cel, i normalment s'hauria d'haver protegit de la radiació.
El telescopi Espacial Spitzer de la NASA va detectar un anell misteriós al voltant de SGR 1900+14 a dues freqüències infraroges estretes el 2005 i 2007. El 2007 la imatge de l'Spitzer no va mostrar cap canvi discernible en l'anell després dos anys. L'anell mesura set anys-llums. L'origen de l'anell és actualment desconegut i és el tema d'un article el 29 de maig 29 de a la revista Nature.